# Římskokatolická farnost Poříčí nad Sázavou
Římskokatolická farnost Poříčí nad Sázavou je jedno z územních společenství římských katolíků v benešovském vikariátu s farním kostelem sv. Havla.

## Dějiny farnosti
Roku 1352 vznikla při kostele sv. Havla plebánie, v době po třicetileté válce roku 1660 byl zdejší farnost obnovena. Matriky jsou zde vedeny od roku 1659.
Starší názvy farnosti: Poržitsch, Pořičium, Pořičí ad.

## Kostely farnosti
| Kostel                                  |  | Místo               | Bohoslužba                                                                  |
| --------------------------------------- |  | ------------------- | --------------------------------------------------------------------------- |
| sv. Jakuba Staršího                     |  | Kozmice             | ne 11.30 pouze 2. a 4. neděle v měsíci                                      |
| sv. Havla                               |  | Teplýšovice         | ne 11.30 pouze 1., 3. a 5. neděle v měsíci pá 16.00 pouze 1. pátek v měsíci |
| sv. Jana Nepomuckého (zámecká kaple)    |  | Ostředek            | ne 07.00                                                                    |
| sv. Havla                               |  | Poříčí nad Sázavou  | ne 08.30                                                                    |
| sv. Petra                               |  | Poříčí nad Sázavou  | pá 10.00 st 18.00                                                           |
| sv. Klementa, Hradiště                  |  | Lštění              |                                                                             |
| Nanebevzetí Panny Marie (kaple)         |  | Soběhrdy            | so 15.30 v období zimního času so 18.30 v období letního času               |
| sv. Václava                             |  | Vranov              | ne 10.00, pá 17.30 pouze 1. pátek v měsíci                                  |
| Panny Marie (kaple)                     |  | Přestavlky u Čerčan |                                                                             |
| Dobrého Pastýře, hospic Dobrého Pastýře |  | Čerčany             | st 16.00, so 17.00                                                          |

## Osoby ve farnosti
vdp. P. Ondřej Kapasný, farář 